# Пастернацкий, Иван Романович
Иван Романович Пастернацкий (1848—1887) — белорусский медик, психиатр и педагог; профессор Варшавского университета.

## Биография
Иван Пастернацкий родился в 1848 году в семье священника Минской губернии. Учился в Киевской гимназии,  высшее образование получил в Санкт-Петербурге, в Императорской медико-хирургической академии под руководством профессора И. М. Балинского, где в 1872 году окончил курс со званием лекаря.
Вскоре по окончании университета напечатал свои первые научные работы; служа в Новогеоргиевском, а затем в Уяздовском Варшавском госпиталях, он специально занимался психиатрией и вскоре приобрел себе научную известность; выдержав экзамен на степень доктора медицины, он (8-го февраля 1876 года) защитил в Варшавском университете диссертацию «К вопросу о психомоторных центрах головного мозга», в которой рассмотрел новейшие исследования по локализации мозга и обнародовал собственные наблюдения, касающиеся двигательных центров головного мозга. 
Затем он продолжал свою научную деятельность и в 1880 году был послан на два года за границу, чтобы перенять передовой зарубежный опыт; вернувшись в Россию, он до самой своей смерти работал в Варшавском госпитале. 
В 1882 году И. Р. Пастернацкий был единогласно избран медицинским факультетом Варшавского университета в звание приват-доцента душевных и нервных болезней, затем получил должность штатного доцента и там же был избран экстраординарным профессором психиатрической кафедры. 
Иван Романович Пастернацкий умер 24 мая 1887 года в городе Варшаве в полном расцвете своей научной деятельности; на его могиле и в экстренном заседании Медицинского совещания врачей Уяздовского госпиталя были произнесены речи, выдержки из которых были напечатаны в тогдашних периодических изданиях; авторы их характеризовали Пастернацкого, как в высокой степени добросовестного и энергичного работника, всецело преданного своему делу; портрет его был повешен в отделении для душевнобольных в Уяздовском госпитале вместе с серебряным венком, возложенным на его гроб больными этого отделения, а на могиле был поставлен памятник на средства коллег-медиков.